# Войны диадохов

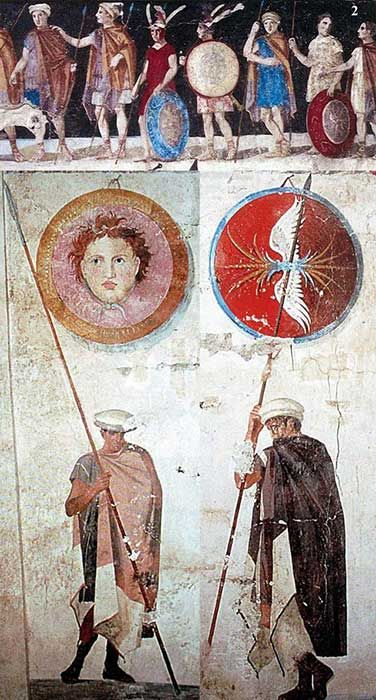
Древние македонские солдаты, их оружие и экипировка (из гробницы в Агиос Афанасиос, Салоники в Греции, IV век до н. э.)

Расширение Македонской Империи (розовый)

Войны диадохов — вооружённые конфликты IV—III веков до н. э. между наследниками (диадохами) империи Александра Македонского за раздел сфер влияния. Конфликты между диадохами длились более сорока лет с небольшими перерывами. Центральной фигурой борьбы был один из старейших и лучших македонских командиров — Антигон I Одноглазый.

## Предыстория
К 323 году до н. э. государство Александра Македонского охватывало Балканский полуостров, острова Эгейского моря, Египет, переднюю Азию, южные районы Средней Азии, часть Центральной Азии, вплоть до нижнего течения Инда. Важнейшей политической силой державы Александра Македонского была армия, которая и определила форму государственного устройства после его смерти. Когда Александр Македонский умер 13 июня 323 года до н. э. в Вавилоне, ни один из его товарищей не думал о разделении империи между ними. Во-первых, потому что у покойного царя были наследники, и верность семье Аргеадов была сильной, если не среди офицеров, то по крайней мере среди солдат. Идея единой империи была жива добрые двадцать лет, сопротивляясь центробежным силам, вплоть до окончательного поражения Антигона I Одноглазого. Кроме того, даже после распада империи Александра его память оставалась живой и вдохновляла амбиции некоторых суверенов, таких как Антиох III.
В начале своего правления Александр принял меры, чтобы устранить угрозу его династии от многочисленных, часто нелегитимных, сыновей его отца. Из них был только один умственно отсталый бастард, Филипп III Арридей, которого Александр охранял и держал под своим контролем. У Александра с его законными жёнами не было детей, но Роксана была беременна. Похоже, что сначала в Совете, который последовал за смертью царя, столкнулись две разные концепции управления Македонской империи: между Друзьями (philoi) и Телохранителями (somatophylakes). Некоторые, в том числе Пердикка, предпочли вариант радикального укрепления центрального правительства империи. Напротив, Птолемей I и другие диадохи предпочитали создание конфедерации сатрапов, совет которых время от времени встречается, с довольно слабой структурой, которая даёт сильную автономию провинциям и их лидерам. В любом случае было решено дождаться рождения ребёнка Роксаны: если бы родился сын, он был бы легитимным царём.

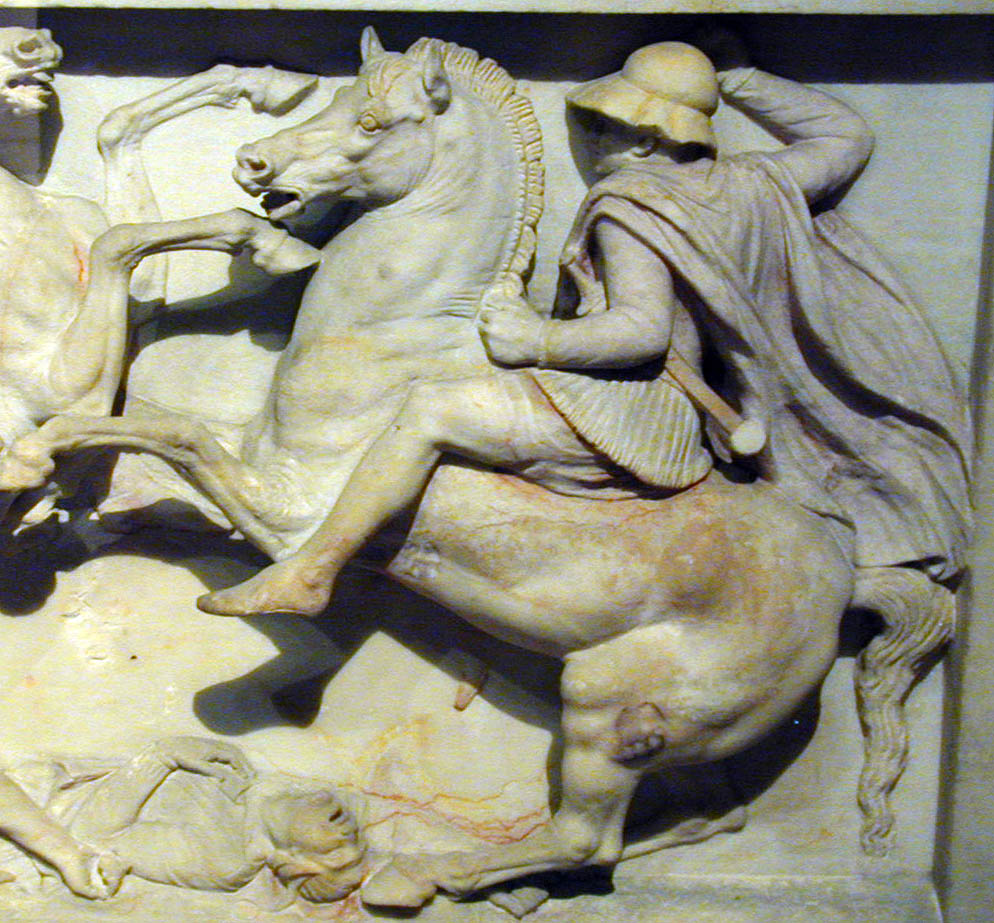
Македонский кавалерист в беотийском шлеме с Сидонского саркофага (IV в. до н. э.)

В результате непродолжительной борьбы между пехотой и гетайрами (элитная конница) было достигнуто соглашение, по которому государство сохранялась как единое целое, а наследниками были провозглашены Филипп III Арридей, побочный сын Филиппа II Македонского и ожидаемый женой Александра Роксаной ребёнок.
Фактически же власть оказалась в руках небольшой группы знатных македонян, занимавших при Александре высшие военные и придворные должности. Регентом при слабоумном Филиппе III Арридее и Александре IV (сыне Роксаны) фактически стал Пердикка, управление Грецией и Македонией было оставлено за Антипатром и Кратером, Фракия была передана Лисимаху. В Малой Азии самое влиятельное положение занимал Антигон I Одноглазый — сатрап Фригии, Ликии и Памфилии. Египет был передан в управление Птолемею Лагу. Важные командные посты заняли Селевк I Никатор и Кассандр (сын Антипатра).

## Ламийская война

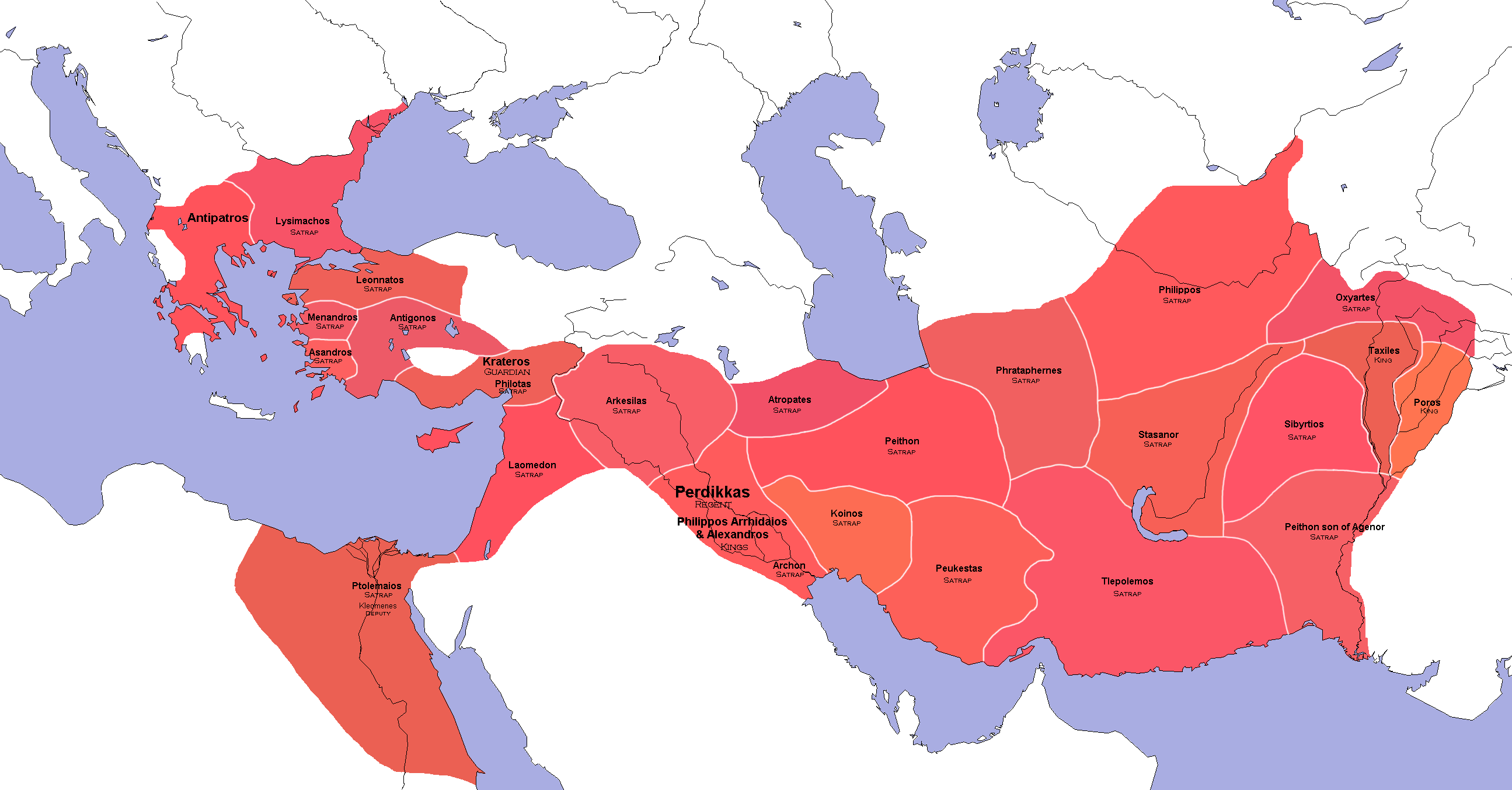
Распределение основных территорий и сатрапий на вавилонском совете (по Арриану и Диодору)

Известие о смерти Александра вдохновило греков поднять восстание, известное как Ламийская война. Афины и другие города объединились, их войска осадили Антипатра в крепости Ламия. Антипатр был освобождён войсками во главе с Леоннатом, который пал в бою, но война не закончилась до прибытия Кратера с флотом. Греки потерпели поражение в битве при Кранноне 5 сентября 322 года до н. э., что на некоторое время приостановило сопротивление Греции македонскому господству. Тем временем Пифон подавил восстание греческих поселенцев в восточных частях империи, а Пердикка и Эвмен завоевали Каппадокию.

## Первая война диадохов (321—320 до н. э.)
Пердикка поставил целью всемерно укреплять свою власть и сделать её неограниченной, для чего требовалось ограничить власть сатрапов провинций.
В Вавилоне было достигнуто соглашение между диадохами. Основой этого соглашения было то, что держава Александра рассматривалась как единое государство, различные сатрапии которого отдавались под управление военачальникам Александра, но механизм контроля за исполнением сатрапами их обязанностей не был хорошо продуман. В отличие от политики Александра, который (по примеру Ахеменидов) разделял административные и военные власти сатрапий друг от друга, вавилонское соглашение предусматривало объединение их в руках наместника сатрапий, таким образом давая доступ сатрапам к финансовым ресурсам управляемых ими провинций. Поскольку после многих лет постоянных кампаний через армии Александра Македонского прошли сотни тысяч воинов, многие из которых были поселены Александром на завоёванных территориях в качестве военных поселенцев (чем многие из них были недовольны) или же вернулись обратно в Македонию, где опять таки ситуация была политически нестабильной из-за вторжений кельтов и войн между греками и македонянами, то в руках у сатрапов было всё необходимое для неповиновения регенту, войска которого являлись практически единственным механизмом контроля за сатрапами. Вскоре приказы регента перестали исполняться, и попытки Пердикки решить эти разногласия юридическими (судебными) способами провалились. Отправной точкой для первой из войн между диадохами стало то, что Пердикка, назначенный регентом-правителем, вёл переговоры о бракосочетании с сестрой Александра Македонского Клеопатрой в 322 году до н. э., хотя он уже обещал жениться на Никее, дочери Антипатра. Клеопатра была дочерью Филиппа II и Олимпиады, и её дети могли стать следующими наследниками короны Македонской империи. Номинальный царь Филипп III Арридей был сыном царя Филиппа II от танцовщицы Филинны, но считался слабоумным. Сын Александра Македонского, Александр IV, был только наполовину македонянином, поскольку его мать Роксана была бактрианкой.
Растущая сила Пердики обеспокоила других диадохов. Египетский сатрап Птолемей I уже планировал сделать Египет независимым и спровоцировал Пердикку на войну. Когда Пердикка в 322 году до н. э. отправил тело Александра на погребение в Македонию, Птолемей смог захватить тело на том основании, что Александр хотел быть похороненным в храме своего «небесного отца» Зевса Аммона.
В 321 году до н. э. противники Пердики заключают союз. Антипатр отдал свою дочь Филу Кратеру, а Эвридику — Птолемею. Никея, которую обещали Пердикке, вышла замуж за Лисимаха.
Пердикка решил напасть на Египет и одновременно послал Эвмена в Каппадокию против Антипатра и Кратера. Эвмен, бывший писец Александра Македонского, ранее не руководил солдатами, и он встретил Кратера, одного из самых опытных македонских генералов. К всеобщему удивлению, Эвмен победил Кратера, который погиб в большом сражении.
Тем временем Пердикка пытался призвать Птолемея к порядку, вторгнувшись в Египет. В мае 320 года до н. э. Пердикка попытался, но не смог пересечь Нил. Когда его армии стало ясно, что Египет не будет побеждён, она взбунтовалась. Пердикка пытался получить помощь от командиров армии Александра Македонского Пифона, Антигона, и Селевка, но они решили убить Пердикку и закончить войну.
После окончания войны власть в державе была перераспределена (Раздел в Трипарадисе). Селевк стал вавилонским сатрапом, Пифон получил Мидию (западный Иран), а Антигон I стал сатрапом Элама. Антипатр стал новым регентом.
На самом деле Антипатр сохранял контроль над Европой (Македония и Греция), в то время как Антигон занимал аналогичную позицию в Азии в качестве командующего крупнейшей армии Геллеспонта. Эта дихотомия сохраняла мир до тех пор, пока престарелый Антипатр не умер в следующем году (319 году до н. э.) после назначения Полиперхона следующим регентом империи; его собственный сын Кассандр не смог с этим смириться и обратился за поддержкой к Антигону, после чего началась Вторая война диадохов.

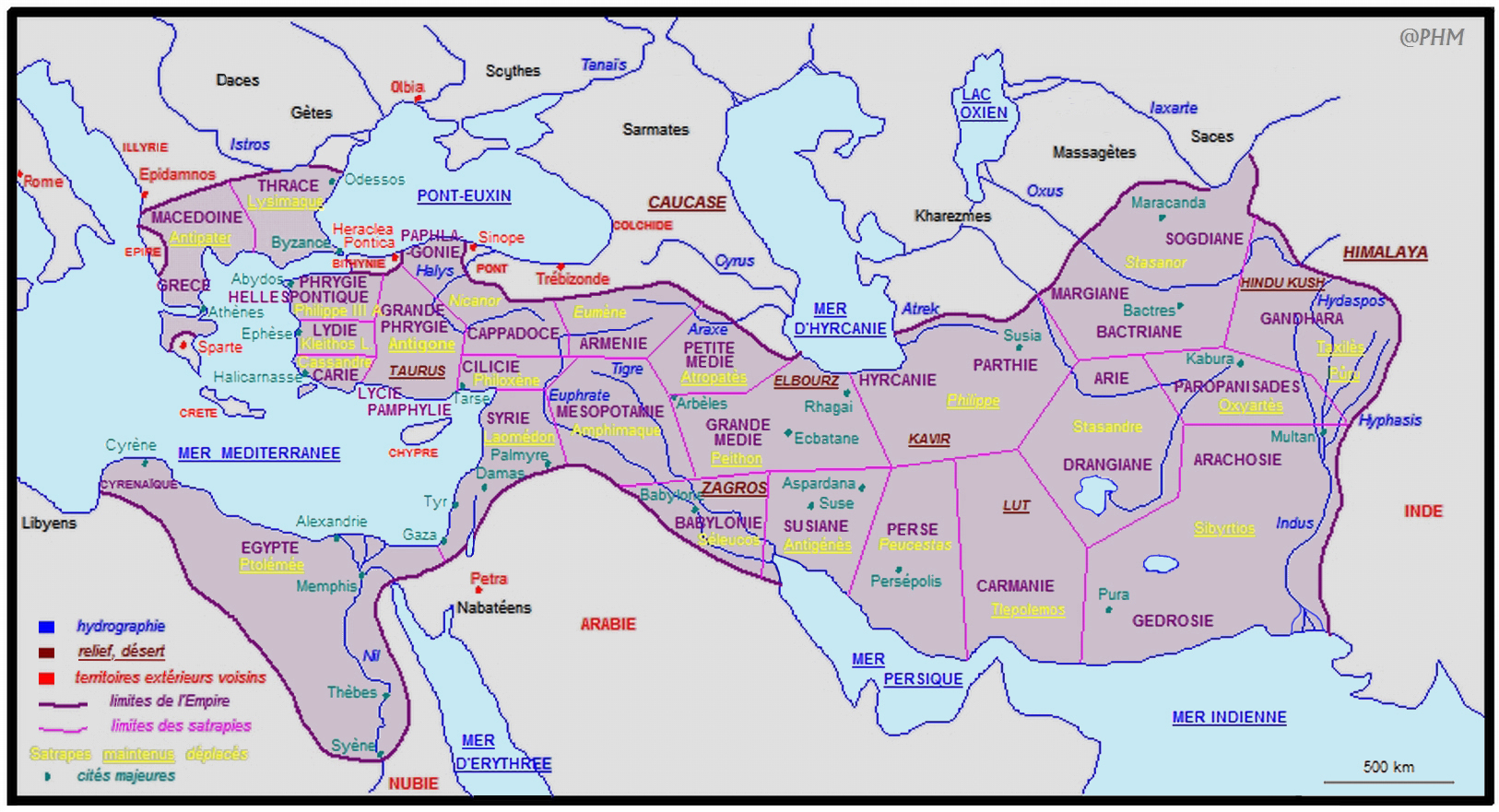
Раздел в Трипарадисе — второй раздел империи Александра Македонского после Вавилонского.

## Вторая война диадохов (319—315 до н. э.)

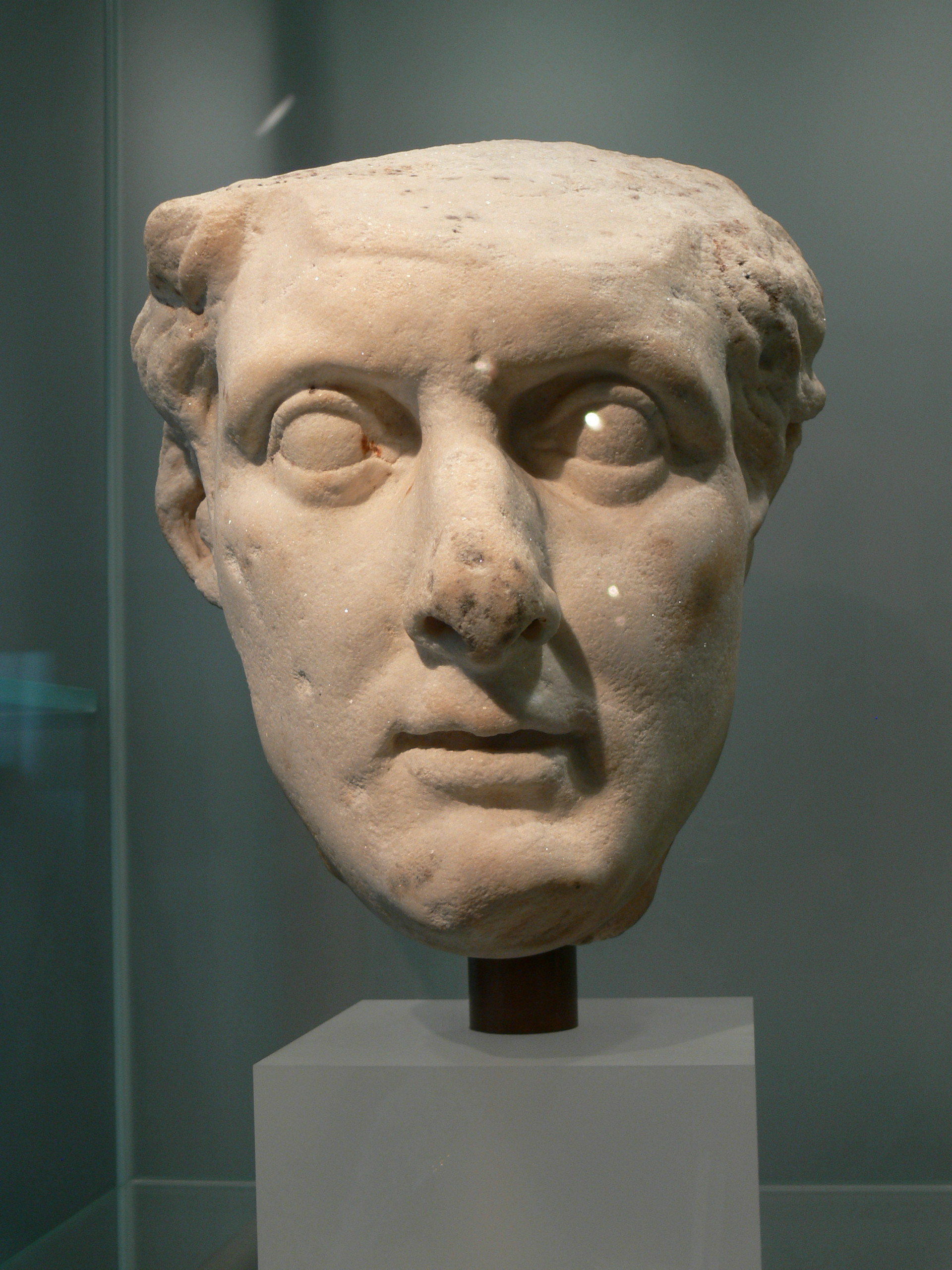
Птолемей I Сотер.

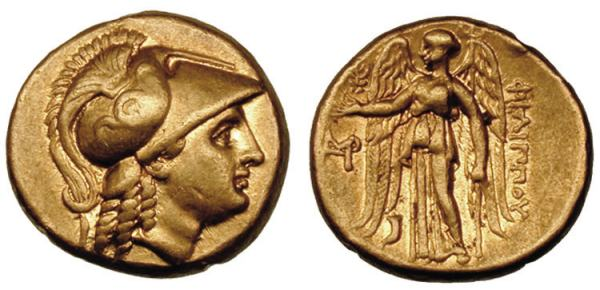
Филипп III царь Македонии

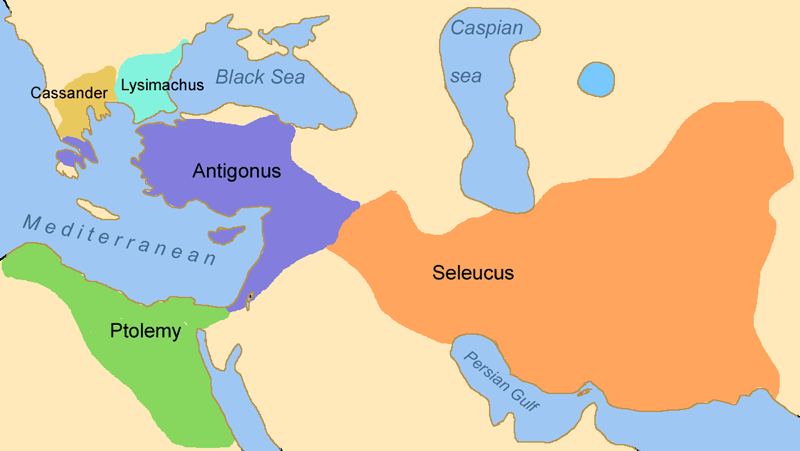
Владения диадохов после мира 311 до н. э.

Вторая война диадохов началась после смерти Антипатра в 319 году до н. э. Перед смертью он назначил Полиперхона своим преемником. Вскоре после этого Кассандр начал войну против Полиперхона. Кассандра поддержали Антигон, правитель Малой Азии, и Птолемей I, правитель Египта. Полиперхон был снова поддержан Эвменом.
Полиперхон изначально понёс потери и вынужден был бежать в Эпир с Александром IV. В Эпире он вступил в союз с матерью Александра Македонского Олимпиадой, и они с войском вошли в Македонию. К Кассандру же вскоре присоединилась армия во главе с номинальным царём Македонской империи Филиппом III и его женой Эвридикой (слабоумный брат Александра являлся игрушкой в руках жены). Однако армия Филиппа покинула своего царя и перешла на сторону противников. Филипп и Эвридика были схвачены Олимпиадой. В конце октября или в начале ноября 317 года до н. э. она велела верным фракийцам убить Филиппа Арридея, а Эвридику принудила покончить жизнь самоубийством. Вскоре после этого Кассандр победил своего противника и захватил Александра IV. Олимпиада вскоре попала в плен к Кассандру и была казнена. Кассандр являлся теперь бесспорным правителем Македонии.
В то же время Эвмен был побеждён на Востоке Антигоном. Битва при Паретакене в 317 году до н. э. и битва при Габиене в 316 году до н. э. закончились вничью, но аргираспиды предали Эвмена и выдали его Антигону. Антигон три дня держал Эвмена в темнице, а когда войско снялось с лагеря, велел задушить его.
Антигону удалось сосредоточить в своих руках огромные богатства и военные силы. Рассчитывая овладеть всей Азией, Антигон стал считать Селевка уже не союзником, а подчинённым, и готовился занять Вавилон. Селевк при содействии наместника Месопотамии Блитора бежал из Вавилонии и заключил союз с Птолемеем, Лисимахом и Кассандром, опасавшимися, что Антигон потребует у них возврата завоёванных ими земель.

## Третья война диадохов (314—311 до н. э.)

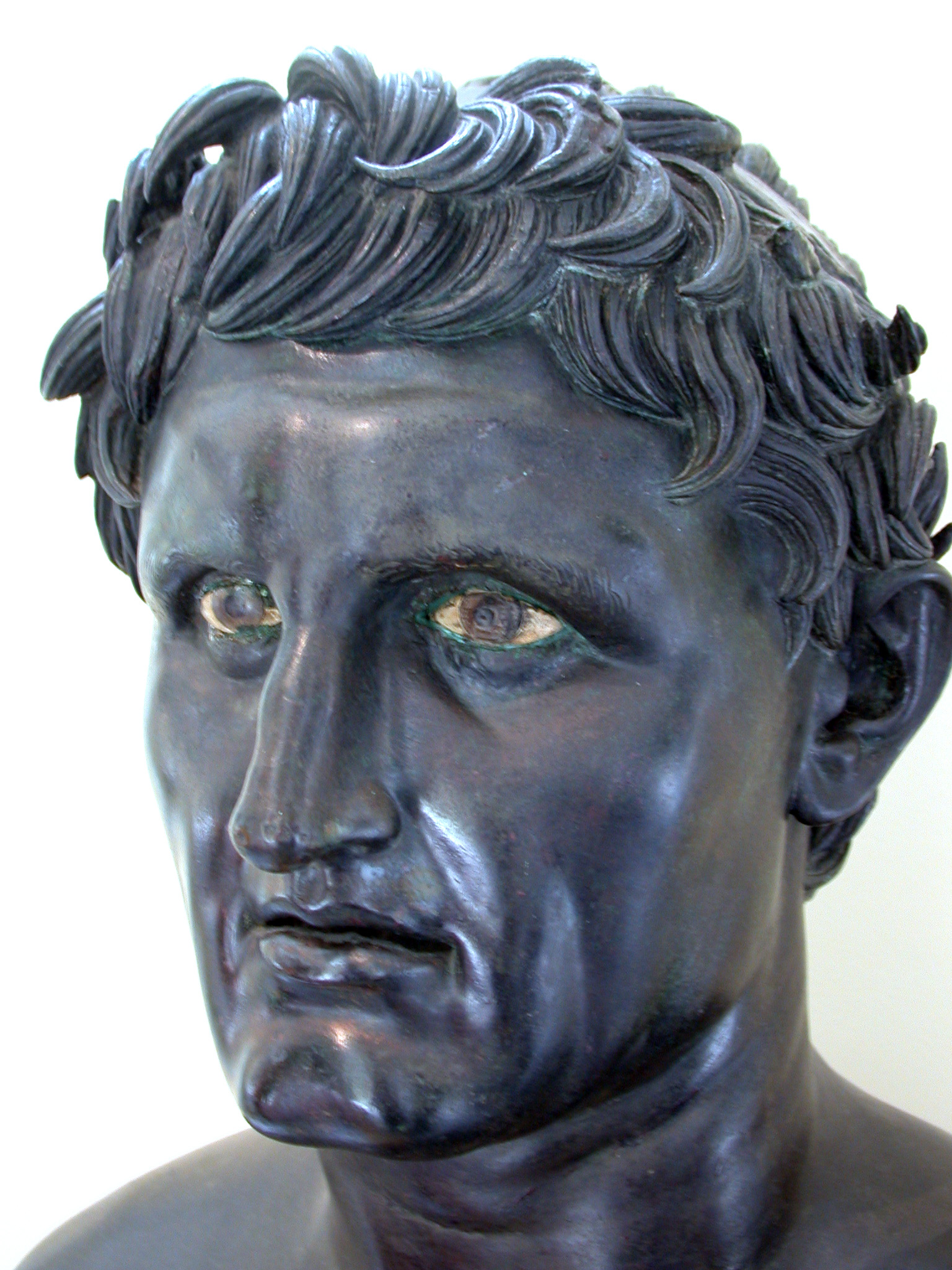
Селевк I

Третья война диадохов велась между могущественным сатрапом Антигоном I и его сыном Деметрием, с одной стороны, и регентом Кассандром и сатрапами Лисимахом, Птолемеем I и его полководцем Селевком. В начале войны Антигон I вторгся в Сирию, занятую войсками Птолемея. Птолемей и Селевк выступили навстречу из Египта и победили Деметрия в битве при Газе в 312 году до н. э. После битвы Селевк отправился на восток и установил контроль над Вавилоном, а стоявший в цитадели гарнизон Антигона сдался, а затем продолжил защищать восточные сатрапии империи Александра. Антигон, победив Асандра, послал своих племянников Телесфора и Полемея в Грецию, чтобы сражаться с Кассандром, он сам вернулся в Сирию/Финикию, отогнал Птолемея и отправил Деметрия на восток, чтобы позаботиться о Селевке. Хотя Антигон теперь заключил компромиссный мир с Птолемеем, Лисимахом и Кассандром, он продолжил войну с Селевком, пытаясь восстановить контроль над восточными территориями империи. Хотя он сам пошёл на восток в 310 году до н. э., он не смог победить Селевка (он даже проиграл битву с Селевком) и вынужден был отказаться от восточных сатрапий. В то же время Селевк обеспечил себе Вавилон и другие восточные провинции. Антигон заключил мир с Птолемеем, Кассандром и Лисимахом, но продолжил войну с Селевком. Хотя Антигон осаждал Вавилон в 309 году до н. э., Селевк заставил его отступить в Малую Азию. Примерно в то же время Кассандр убил Александра IV и его мать Роксану.

## Вавилонская война (311—309 до н. э.)

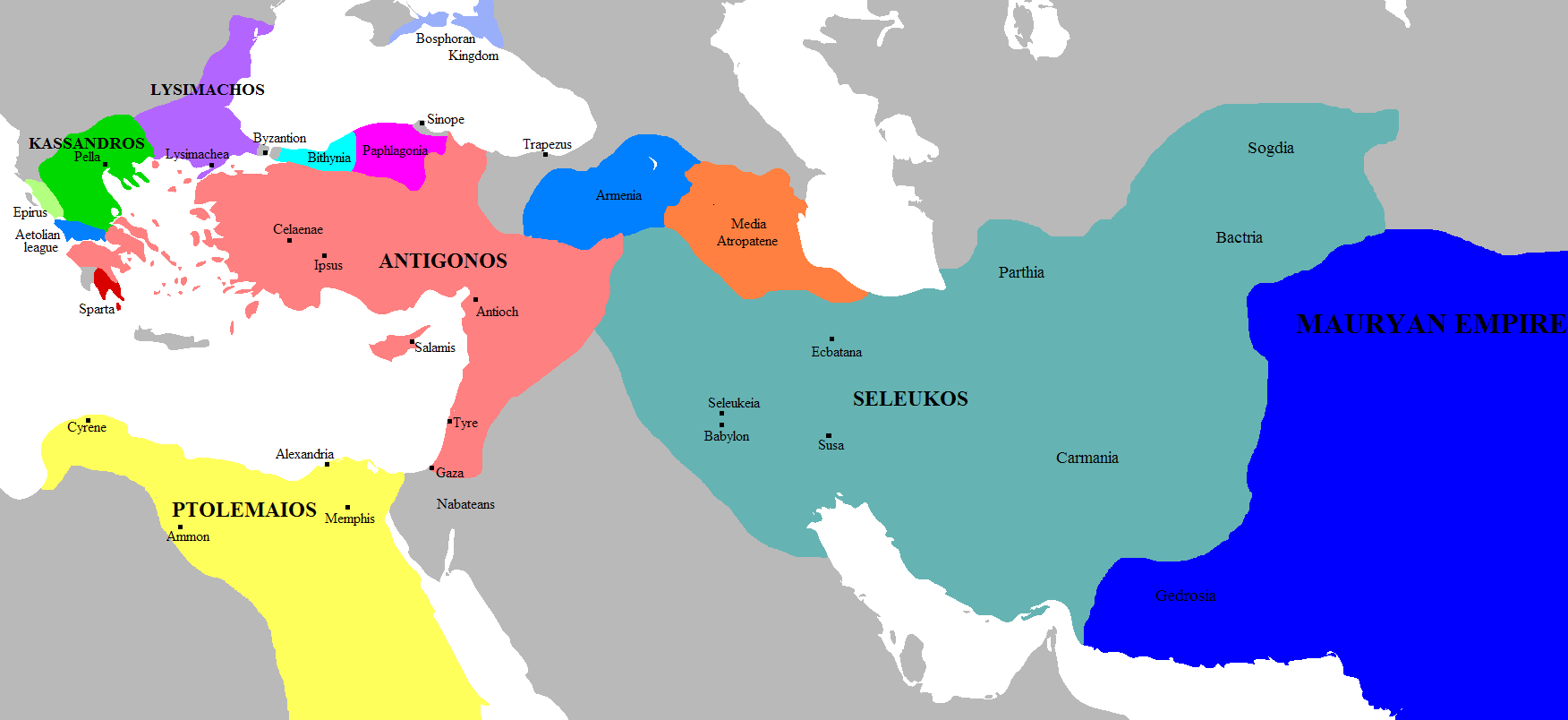
Владения диадохов перед битвой при Ипсе (около 303 года до н. э.).

Вавилонская война была конфликтом 311—309 годов до н. э. между Диадохами Антигоном I и Селевком I Никатором, завершившимся победой последнего. В результате этой войны Антигон потерял почти две трети своей империи: все восточные сатрапии достались Селевку.
Конфликт положил конец любой возможности восстановления империи Александра Македонского, а результат был подтверждён в битве при Ипсе.

## Четвёртая война диадохов (308—301 до н. э.)
Четвёртая война диадохов происходила между номинальным правителем Македонии Антигоном Одноглазым и его сыном Деметрием Полиоркетом, с одной стороны, и сатрапами Селевком, Птолемеем, Лисимахом и Кассандром, с другой. В этой последней войне все эти диадохи провозгласили себя царями над своей частью империи, которую Александр Великий основал три десятилетия назад. Последняя попытка Антигона и Деметрия воссоединить империю не удалась, потому что они потерпели поражение в заключительной битве при Ипсе, после чего их противники разделили последние остатки Македонской империи.
Перед войной номинальный царь Македонской империи Александр IV был отравлен по приказу правителя Македонии Кассандра. Война началась, когда Антигон I и его сын Деметрий I попытались расширить своё влияние в Греции. Завоевав Афины у Кассандра, Деметрий победил Птолемея в битве при Саламине. После этой победы Антигон объявил себя царём. До этого Александр IV считался царём Македонской империи, номинально правивший всеми диадохами. Вскоре после этого Лисимах, Селевк и Птолемей также последовали этому примеру и тоже объявили себя царями.
В 306 году до н. э. Антигон напал на Египет, но из-за штормов флот Деметрия не смог поддержать свою армию и вынужден был вернуться. Затем Деметрий напал на Родос, находившийся в союзе с Птолемеем, после чего Птолемей, Лисимах и Кассандр послали корабли с помощью на Родос. В 304 году до н. э. по приказу отца Деметрий был вынужден подписать с родосцами мир. Затем Деметрий вернулся в Грецию и победил там Кассандра, после чего Кассандр попытался договориться с Антигоном, но безрезультатно. Вскоре Деметрий напал на Фессалию, но не смог добиться решающей победы над Кассандром. В то же время, Лисимах, союзник Кассандра, напал на Анатолию, после чего Деметрию пришлось вернуться, чтобы помочь отцу. С помощью Кассандра Лисимах покорил Западную Малую Азию. Селевк соединился с Лисимахом и со стратегом Кассандра Препелаем, который привёл союзникам подкрепление из Ионии. Вместе с Селевком Лисимах победил Антигона и Деметрия в битве при Ипсе. Антигон погиб в битве, а Селевк и Лисимах разделили его царство.

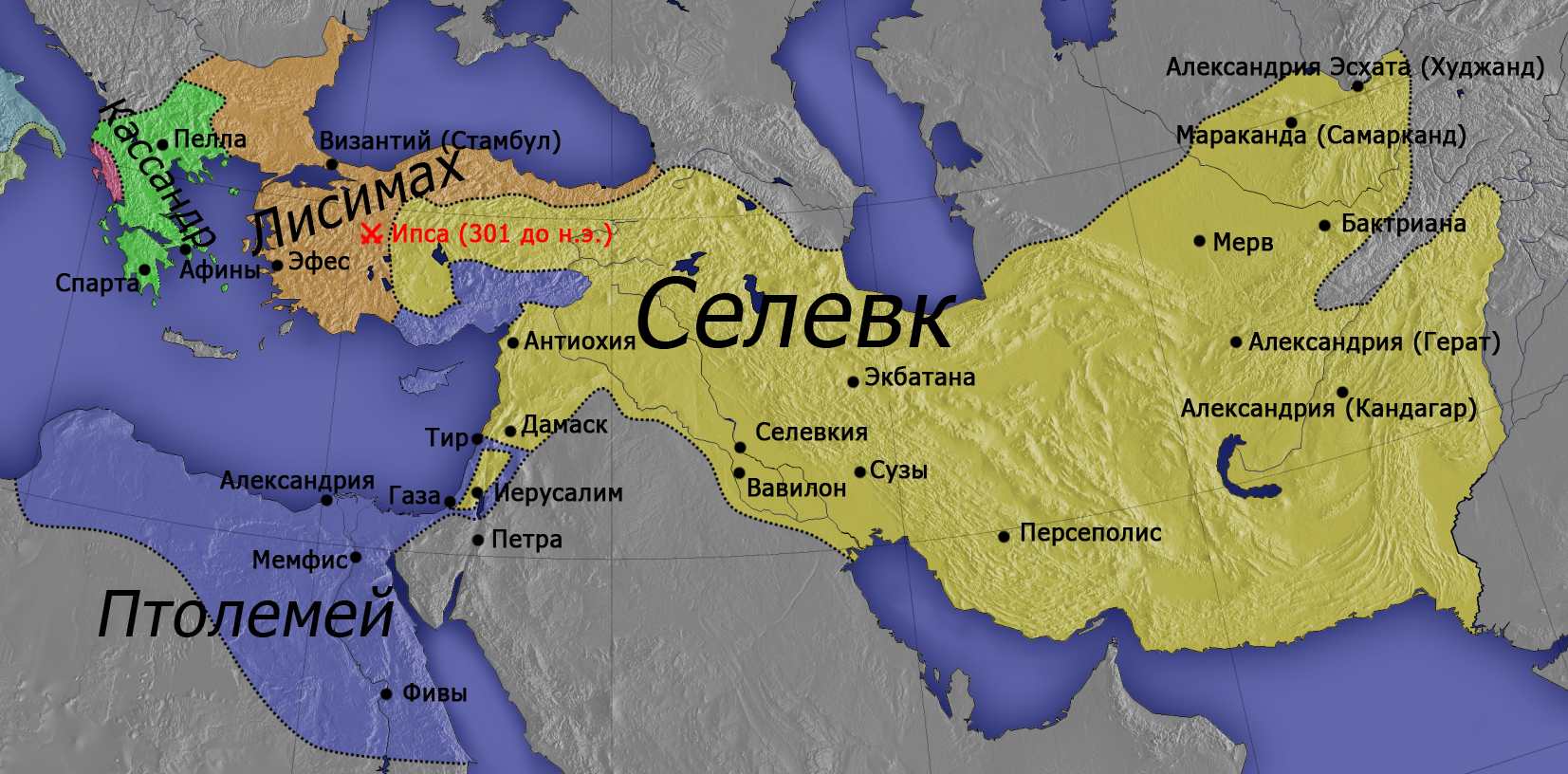
Владения Лисимаха (оранжевым) и других диадохов около 300 года до н. э.

## Борьба за Македонию

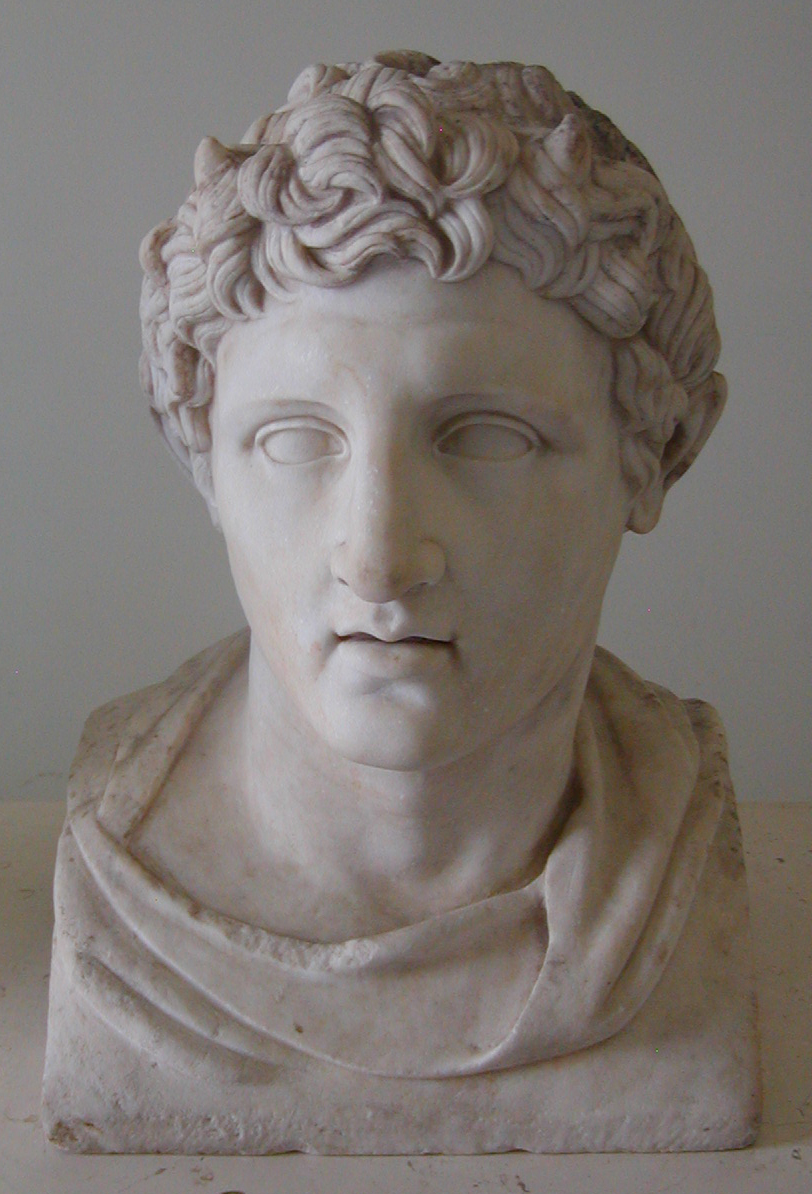
Деметрий I Полиоркет

После гибели отца в битве при Ипсе в 301 году до н. э. Деметрий c 9 тыс. армией отступил в Эфес, а оттуда отплыл в Грецию. Однако Афины отказались принять разбитого полководца. Оставив Пирра в Греции, Деметрий принялся разорять балканские владения Лисимаха. В 294 году до н. э. он отвоевал Афины, умертвил Кассандрова сына Александра V и на протяжении семи лет царствовал в Македонии. Когда Деметрий Полиоркет, теперь располагая силами всей Македонии, решил отобрать у Лисимаха Азию, то Птолемей, Селевк и Лисимах снова заключили между собой военный союз, объединили военные силы и перенесли войну в Европу. К ним присоединился царь Эпира Пирр.
В сражении под Амфиполем Деметрий разбил Лисимаха, и тот мог бы потерять своё царство, если бы Пирр не пришёл на помощь. Пирр занял македонские города, вызвал смуту в армии Деметрия, заставил его бежать, а сам завладел Македонским царством (в 288 году до н. э.). Лисимах потребовал поделиться властью за свои заслуги и получил от Пирра часть Македонии.

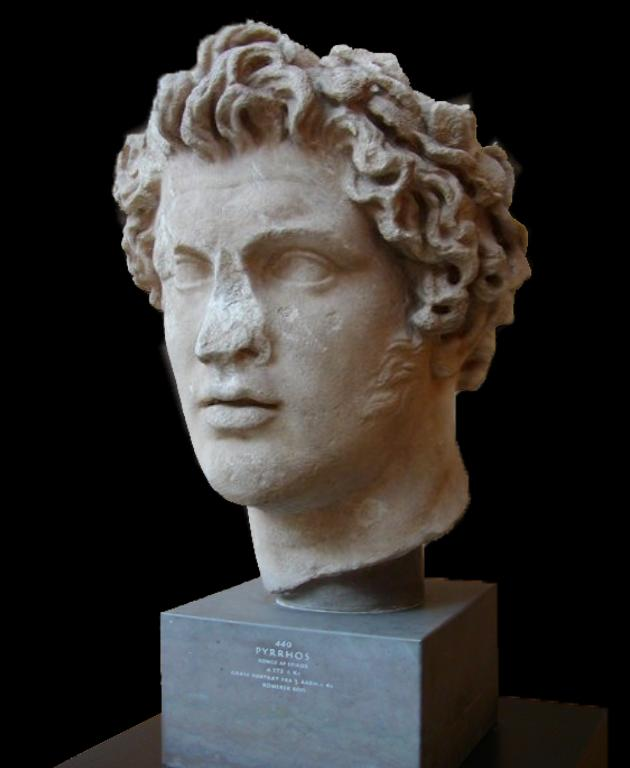
царь Эпира, Пирр.

Пока всё это происходило, Лисимах убил своего зятя Антипатра, сына Кассандра, который обвинял тестя в том, что вследствие его коварства он потерял македонский престол. Свою дочь Эвридику, которая поддерживала эти обвинения, Лисимах заключил в тюрьму. Деметрий, оставив Грецию под контролем своего сына Антигона II Гоната, начал вторжение на восток в 287 году до н. э. Первоначально преуспев в этом, Деметрий был в конечном счёте захвачен Селевком (286 год до н. э.) и умер после трёх лет заключения в 283 году до н. э. Останки Деметрия были переданы его сыну Антигону Гонату и удостоены пышных похорон в Коринфе.

## Борьба Лисимаха и Селевка, 285—281 гг. до н. э.

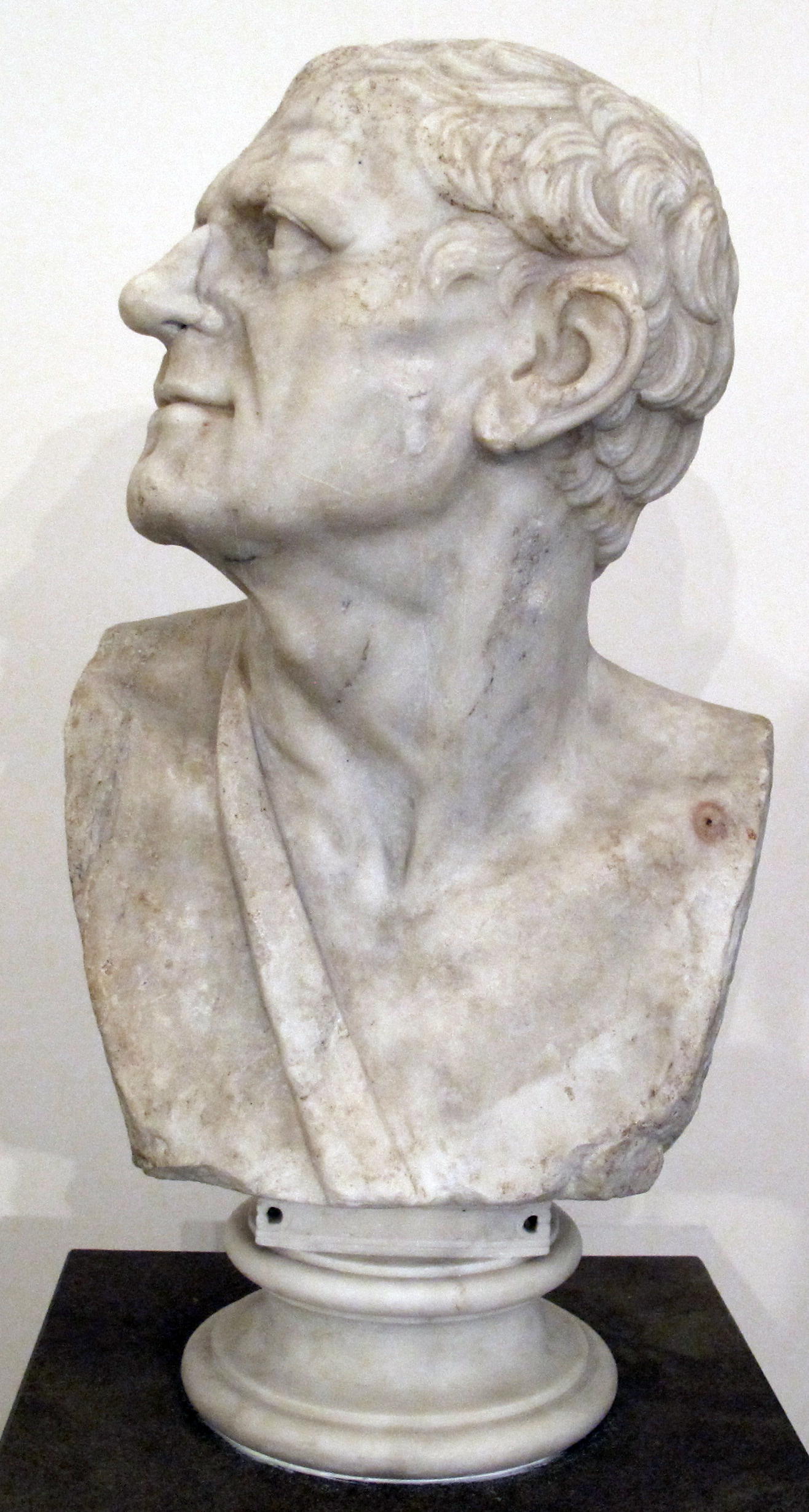
Лисимах.

Хотя Лисимах и Пирр сотрудничали в изгнании Антигона Гоната из Фессалии и Афин, после захвата Деметрия они вскоре начали враждовать, и Лисимах изгнал Пирра из Македонии.
Династическая борьба также дестабилизировала Египет, где Птолемей решил сделать своего младшего сына Птолемея II Филадельфа своим наследником, а не старшего Птолемея Керавна. Тогда Керавн отправился к царю Фракии и Македонии Лисимаху. Старший Птолемей (единственный из диадохов) мирно умер в своей постели в 282 году до н. э., и Филадельф стал его преемником.
Вскоре Лисимах совершил роковую ошибку, убив своего сына Агафокла — зятя Керавна, (282 год до н. э.) по наущению своей второй жены, Арсинои (в страхе за своих детей, которые бы пали жертвой в случае прихода к власти Агафокла как наследника). Вдова Агафокла, Лисандра, бежала к Селевку, который теперь пошёл войной на Лисимаха. Керавн тоже бежал к Селевку. Селевк, назначив своего сына Антиоха правителем своих азиатских территорий, победил и убил Лисимаха в битве при Курупедионе в Лидии в 281 году до н. э. Однако Селевк не долго наслаждался своим триумфом. Двинувшись в Македонию, чтобы завладеть наследством Лисимаха, он вскоре после пересечения Геллеспонта был убит Птолемеем Керавном, который и стал следующим македонским царём. Таким образом, со смертью последнего военачальника Александра Македонского 40-летняя эпоха войн диадохов окончательно завершилась.

## Последствия
Условно эпоха Диадохов ведёт свой отсчёт от смерти Александра Македонского в июне 323 года до н. э. до гибели последнего из друзей Александра — Селевка I в сентябре 281 года до н. э.
По мнению известного немецкого историка Иоганна Дройзена, введшего термин «эллинизм» в современную историографию и написавшего труд «История эллинизма», концом эпохи Диадохов стали разгром кельтов Антигоном II Гонатом в битве при Лисимахии, положивший конец нашествию галлов, и его последующее после битвы воцарение на престоле Македонии в конце 277 года до н. э. Смерть последнего из диадохов ознаменовывает сход со сцены поколения офицеров Александра Македонского. Она также знаменует собой поворотный момент в истории, потому что, хотя стабилизация ситуации в Македонии происходит немного позже, на исторической сцене возникают три основные державы, которые доминируют в эллинистический период до римского завоевания, а именно Македония Антигонидов, Государство Селевкидов и Египет Птолемеев. Эпигоны (Антиох, Птолемей II и Антигон II Гонат) теперь вступают во владение территорией бывшей Македонской империи. Птолемей Керавн не мог долго наслаждаться правлением Македонией. Смерть Лисимаха оставила Дунайскую границу Македонского царства, открытой для варварских нашествий, и вскоре племена галлов начали опустошать Македонию и Грецию, и вторглись в Малую Азию. Птолемей Керавн был убит захватчиками, и после нескольких лет хаоса сын Деметрия Антигон II Гонат стал правителем Македонии. В Азии сыну Селевка, Антиоху I, также удалось победить кельтских захватчиков, которые поселились в центральной Анатолии в той части восточной Фригии, которая впоследствии будет называться Галатия в честь обитавших там галлов.
Наконец, спустя почти пятьдесят лет после смерти Александра, ситуация на осколках его империи стабилизировалась. Птолемей правил Египтом, южной Сирией (известной как Келесирия) и различными территориями на южном побережье Малой Азии. Антиох управлял обширными азиатскими территориями империи, в то время как Македония и Греция (за исключением Этолийской лиги) достались Антигону. В дополнение к трём великим монархиям, существовало несколько небольших государств, которые иногда играли важную роль в истории региона. Так, в западной части Малой Азии (около 283 года до н. э.) возникло государство Атталидов со столицей в Пергаме, около 250 года до н. э. от Селевкидов отпали Бактрия (расположенная на территории близкой современному Афганистану), Родос (морская держава), Спарта. В Греции были также созданы два федеративных государства, состоящих из греческих полисов: Этолийский союз в западной Греции и Ахейский союз (который приобрёл значение с 245 года до н. э.) на Пелопоннесе.

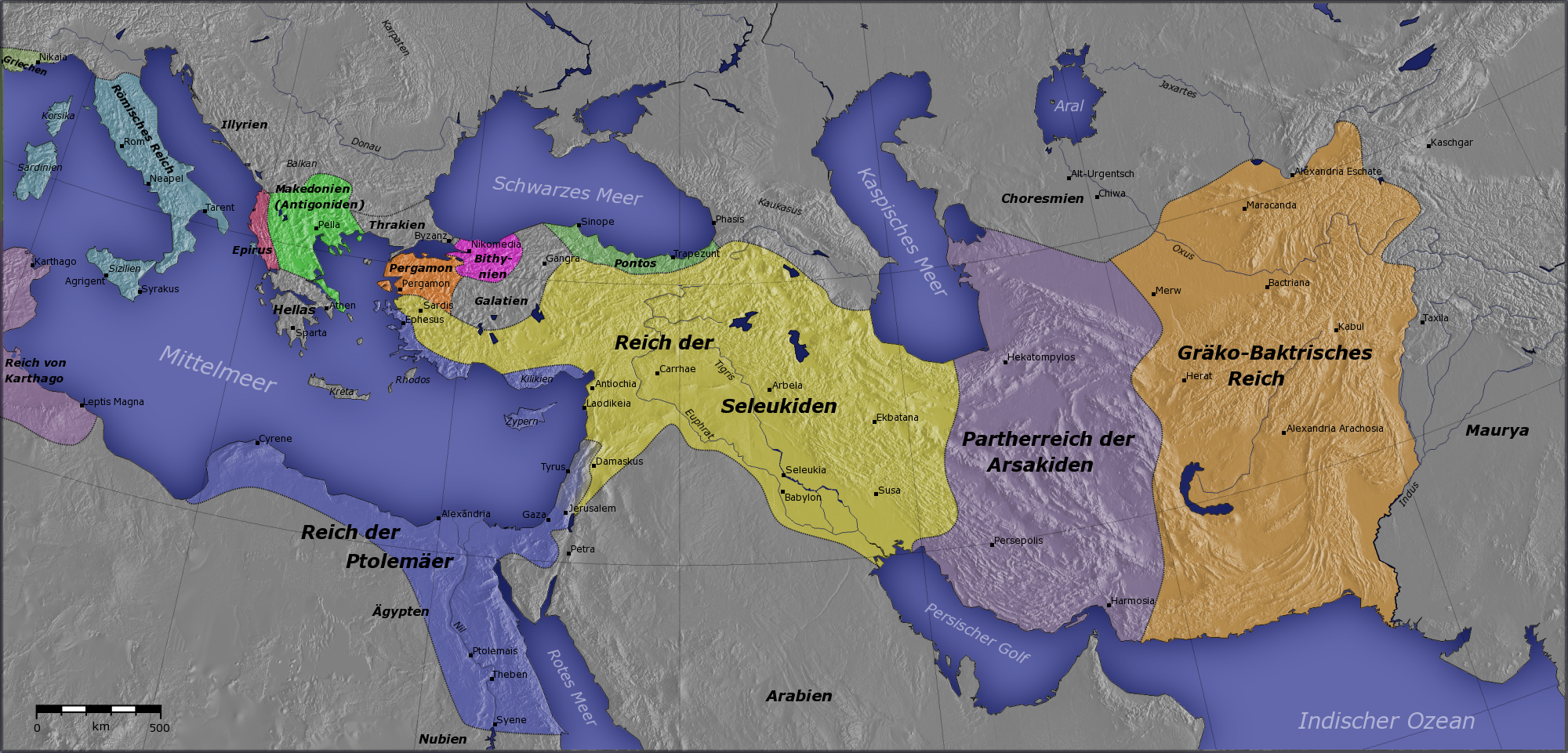
Около 250 г. до н. э.

Конец войн диадохов не означал окончания всех конфликтов — однако войны стали теперь столкновениями за пограничные районы и приморские зоны. Птолемеи и Селевкиды сражались в серии так называемых Сирийских войн за контроль над, прежде всего, Келесирией и Палестиной (что, однако, не помешало многим бракам между этими династиями). Селевкиды также боролись за влияние в Малой Азии с Пергамом и с парфянами за свои восточные сатрапии (над которым они потеряли контроль во второй половине III века до н. э.). Македония стремилась сохранить контроль над Грецией (через ряд гарнизонов, основанных в стратегических местах), которые первоначально пытались противодействовать Птолемею (инициировав, среди прочего, Хремонидову войну, которая привела, в частности, к утрате политического значения Афинами). Египет имел сильные позиции на Эгейских островах (также контролировал Киренаику, Кипр, небольшие территории в Малой Азии).

Государство Селевкидов и сопредельные государства 200 года до н. э.

Таким образом, к середине III века до н. э. эллинистический мир находился в состоянии хрупкого равновесия. Однако смещение центра администрирования к западу, усиление центробежных сил в государстве Селевкидов, превращение прежних сатрапий в полунезависимые и независимые державы, непрекращающиеся войны между Селевкидами и Птолемеями привели к тому, что подобное положение вещей в регионе длилось сравнительно недолго.
В течение столетия после конца войн диадохов царство Антигонидов окончательно пало под натиском Рима, Селевкиды были изгнаны из Персии парфянами и вынуждены отказаться от Малой Азии под давлением римлян. В Сирии остатки государства Селевкидов просуществовали ещё несколько десятилетий скорее в качестве буферного государства, пока в 64 году до н. э. Помпей не добил его (считая раздираемое междоусобными войнами царство источником региональной нестабильности). Ослабевшее от войн и попавшее в зависимость от Рима государство Птолемеев просуществует немного дольше в качестве римского вассала. Египет был окончательно присоединён к Риму в 30 году до н. э.

## Тактика и военное искусство

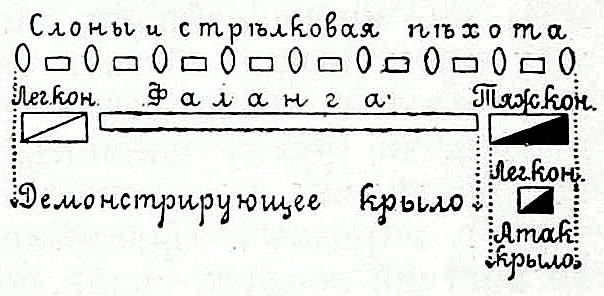
Боевой порядок времён диадохов (период упадка).
Рисунок из статьи «История военного искусства»
(«Военная энциклопедия Сытина»; 1913 год)

В период войн диадохов греко-македонское военное искусство, доведённое Филиппом (учеником Эпаминонда) и его сыном Александром Македонским до наивысшего развития, стало быстро клониться к упадку. В течение длительных походов в Азии соприкосновение с богатством, роскошью, изнеженностью и испорченностью нравов Востока имело пагубное влияние на греко-македонские учреждения и войска. Могучее влияние личности Александра ещё сдерживало их упадок, но с его смертью всё быстро пошло к развалу. Полководцы-наследники Александра, движимые честолюбием, оспаривали друг у друга верховную власть и для привлечения на свою сторону войск они не щадили средств, допускали всевозможные послабления, не гнушались изменой, а дисциплина войск приходила во всё больший упадок. Македонские армии этого времени, более многочисленные чем ранее, имели разноплеменный состав и, как всегда случалось при упадке военного искусства, недостаток выучки и организации стремились восполнить материальными средствами. В этот период в македонских армиях широко стали распространяться метательные орудия, которые достигли значительного совершенства сообразно с техническими средствами того времени. Также большое распространение получили военные колесницы, боевые слоны, громадные обозы и пр.

### Использование боевых слонов
Диадохи использовали в своих войнах сотни индийских слонов, причём империя Селевкидов особенно отличалась тем, что использовала животных, в основном привезённых из Индии. Война между державой Селевкидов и империей Маурьев 305—303 годов до н. э. закончилась тем, что Селевкиды уступили обширные восточные территории в обмен на 500 военных слонов — небольшую часть сил Маурьев, в которую, по некоторым данным, входило до 9000 слонов. Селевкиды хорошо использовали своих новых слонов в битве при Ипсе четыре года спустя, где они блокировали возвращение из атаки победоносносной кавалерии Деметрия, что позволило изолировать и разбить фалангу Антигона Одноглазого.
Первое использование военных слонов в Европе произошло в 318 году до н. э. Полиперхоном, когда он осадил Мегаполис (Пелопоннес). Он использовал 60 слонов, привезённых из Азии с их погонщиками. Ветеран армии Александра по имени Дамис помог осаждённым защитить себя от слонов, и в итоге Полиперхон был побеждён. Эти слоны впоследствии были взяты Кассандром и перевезены, частично морем, на другие поля битвы в Греции. Предполагается, что Кассандр построил первые морские суда для перевозки слонов. Некоторые из слонов умерли от голода в 316 году до н. э. в осаждённом городе Пидна (Македония). Другие слоны Полиперхона были использованы в разных частях Греции Кассандром.

## В культуре
В художественной литературе
- Один из героев романов Льва Вершинина «Лихолетье Ойкумены» и «Несущие смерть. Стрелы судьбы.»